# تارس دل‌لر
تارس دل‌لر (به لاتین: Tars-Dallyar) یک منطقه مسکونی در جمهوری آذربایجان است که در شهرستان شمکور واقع شده است.